# جيني دوك
جيني دوك (بالإنجليزية: Jenny Duck) هي لاعب هوكي الحقل نيوزيلندية، ولدت في 31 يوليو 1968.

## وصلات خارجية
- جيني دوك على موقع أوليمبيديا (الإنجليزية)
- جيني دوك على موقع اتحاد ألعاب الكومنولث (مؤرشف) (الإنجليزية)